# König-Albert-Werk

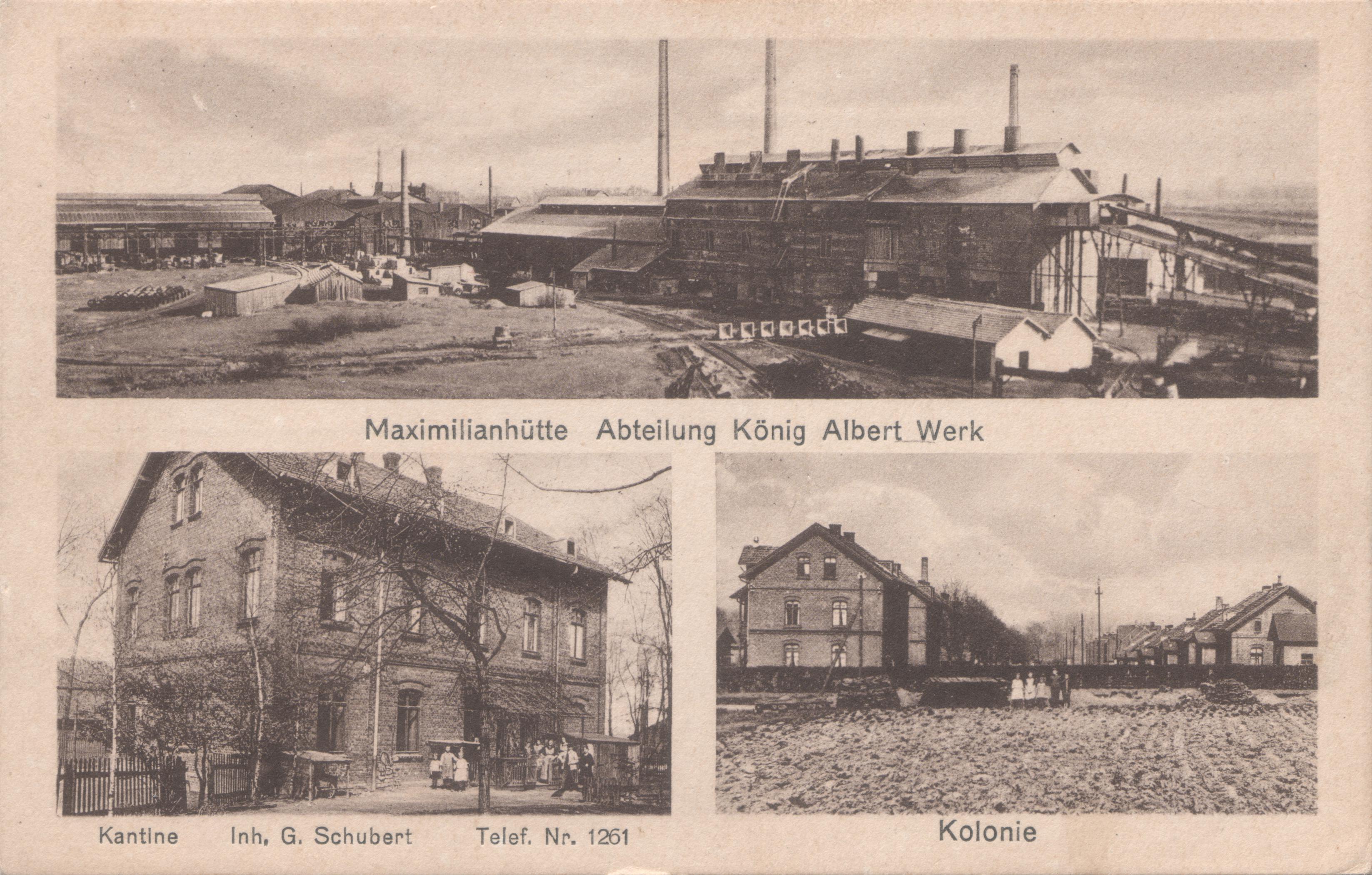
König Albert Werk Zwickau

Das König-Albert-Werk, auch Maximilianhütte oder Maxhütte genannt, war ein Eisenwerk in Lichtentanne bei Zwickau im sächsischen Landkreis Zwickau. Das Werk gehörte zum Unternehmen Maxhütte mit Sitz im bayerischen bzw. oberpfälzischen Sulzbach-Rosenberg und war zwischen 1898 und 1930 in Betrieb. Seine Flur gehört seit 1939 zur Stadt Zwickau.

## Geschichte
Die Geschichte der heute zu Zwickau gehörigen Siedlung Maxhütte südwestlich des Zwickauer Hauptbahnhofs begann im letzten Jahrzehnt des 19. Jahrhunderts. Im August 1893 stellte die Königin Marienhütte im nahen Cainsdorf, 1892 als größtes Eisenwerk Sachsens bezeichnet, aufgrund des Versiegens der Erzvorräte aus der Umgebung die Produktion von Roheisen im Hochofen (Bessemerstahl) ein. Dadurch endete der Blocklieferungsvertrag, den die Bessemerstahl produzierende Maxhütte in Unterwellenborn, ein 1872 gegründetes thüringisches Zweigwerk der Maxhütte, mit der Königin-Marienhütte in Cainsdorf hatte. Der Generaldirektor der Maxhütte entschied, auf dem damals zur Gemeinde Lichtentanne gehörigen Areal südwestlich des Zwickauer Hauptbahnhofs ein neues Thomas-Stahlwerk mit angeschlossenen Walzwerk zu errichten. Dieses Verfahren hatte u. a. schon im Hauptwerk in Rosenberg das Bessemer-Verfahren abgelöst. Für das neue Werk in Westsachsen sprachen u. a. die Lage im Königreich Sachsen, das aufgrund des immer dichter werdenden Eisenbahnnetzes als Hauptabsatzgebiet der Schienenlieferungen galt, und die direkte Nähe zum Zwickauer Steinkohlenrevier, das neben den nordböhmischen Braunkohlerevieren (Nordböhmisches Becken und Falkenauer Becken) als Energielieferant diente.
Für das neue Werk der Maxhütte erfolgte im Jahr 1893 der Erwerb von Grundstücken im Westen der Stadt Zwickau und in der angrenzenden Gemeinde Lichtentanne. 1895 begann der Bau des nach dem damaligen sächsischen König Albert benannten Stahlwerks mit Block- und Fertigstraßen. Die Inbetriebnahme erfolgte am 10. August 1898. Das Roheisen lieferte die Maxhütte in Unterwellenborn, deren Hochofenanlage inzwischen ebenfalls auf das Thomas-Verfahren umgestellt worden war. Die erste Zeit des neuen Stahlwerks verlief mit Schwierigkeiten, da es an geschultem Personal mangelte. 1899 wurde eine Werksbadeanstalt gebaut. Durch die Errichtung des Feinblechwalzwerks in den Jahren 1901/1902 konnte der Umsatz gesteigert werden. 1907 wurde das Werk baulich erweitert. Während des Ersten Weltkriegs (1914 bis 1918) kam es im Jahr 1914 zur ersten Stilllegung des Blechwalzwerks. Dagegen konnte ein Jahr später Vollbeschäftigung erreicht werden, auf die jedoch nach der Kohlennot 1916 ein weiterer Stillstand des Betriebs im Jahr 1917 folgte.
Weitere negative Auswirkungen auf die Entwicklung des König-Albert-Werks hatte der Tod des Hüttendirektors Josef Baum 1917 und der Übergang der Sächsischen Staatseisenbahnen auf die Deutsche Reichsbahn im Jahr 1920, durch die der Schienenbedarf der Eisenbahn nun auch aus anderen Quellen gedeckt werden konnte. Im Jahr 1922 erfolgte der Bau eines neuen Feinblechwalzwerks, das 1926 in Betrieb ging. 1925 wurde der Betrieb des Werks wieder eingestellt. Nach einer Wiederaufnahme im folgenden Jahr wurde der Betrieb jedoch noch 1926 teilweise wieder eingestellt.
Im Dezember 1930 erfolgte die endgültige Stilllegung des König-Albert-Werks. Zu dieser Zeit umfasste das Werk drei Konverter mit je 16 Tonnen Fassungsvermögen und einer Rohstahl-Kapazität von rund 120.000 Tonnen pro Jahr, zwei Schienen- und Formeneisenstraßen und zwei Feinblechstraßen. Die drei Konverter wurden in der Folgezeit nach Unterwellenborn verlegt.

## Daten des König-Albert-Werks

### Beschäftigte
Im Werk waren 388 Beschäftigte angestellt.

### Dampfmaschinen
Das Werk besaß eine Dampfpumpe von der Klein, Schanzlin & Becker AG, sowie je eine Dampfmaschine von der Maschinenbau-AG Marktredwitz vorm. Rockstroh (erbaut 1911) und vom Werk Nürnberg der Maschinenfabrik Augsburg-Nürnberg AG (erbaut 1910).

### Produkte
Im König-Albert-Werk wurden folgende Produkte hergestellt:
- Feinblech (1902 bis 1930)
- Schienen (1898 bis 1930)
- Stahlprofile (1899 bis 1930)
- Thomasstahl (1898 bis 1930)